# Argira
Nella mitologia greca,  Argira  era il nome di una delle ninfe del Parnasso.

## Il mito
Argira all'inizio si innamorò di Seleno (o Selemno), un giovane pastore, che subito ricambiò l'amore per lei. Dopo diverso tempo la ninfa si stancò dell'uomo e non lo volle più come amante. 
Devastato dall'idea di perderla, l'uomo morì in preda ad un forte dolore. La dea Afrodite ebbe pietà di lui e lo trasformò in un fiume, così le sue acque potevano mischiarsi a quelle della fonte Argira. Ma nonostante la trasformazione, egli continuava a patire le pene d'amore, allora Afrodite gli concesse di dimenticare tutti i suoi dolori. Per questa ragione, gli uomini e le donne che si bagnano alle rive del Selenno scordano le loro pene amorose.

## Pareri secondari
Secondo altri miti Argira fu sposa del pastore, e amava Seleno fino alla sua morte e solo dopo la fine della sua vita fu trasformato in fiume. Fu invece Seleno che con il passare del tempo non nutriva più passione per Argira.

## Interpretazione e significato
La leggenda di Argira ricorda molto quella di Aretusa ed Alfeo.
In entrambi I racconti si narra che bevendo l'acqua del fiume creato dal pastore si dimenticasse l'amore che si provava o ci si abbandonava all'oblio.